# Warenhuis Vanderveen
Warenhuis Vanderveen is een shop-in-shop-warenhuis gevestigd in het centrum van de Nederlandse stad Assen. Het bedrijf werd in 1897 gesticht. In het warenhuis zijn afdelingen op het gebied van mode, schoonheidsverzorging, wonen, vrije tijd, vers, horeca en diensten.

## Geschiedenis
Warenhuis Vanderveen werd in 1897 gesticht door de uit Nieuwe Pekela afkomstige Antje Oldenburger en de uit Assen afkomstige Bareld van der Veen. Zij begonnen een manufacturenwinkel aan de Varkensmarkt te Assen. Beiden hadden ervaring opgedaan in de textielbranche bij de firma Bertram in Assen. In de eerste jaren dreef Antje de zaak en bleef Bareld werkzaam bij de firma Bertram, totdat hij in 1916 het klantenbestand van de weduwe Bertram kon overnemen. In 1922 verhuisde de zaak naar Kruisstraat 13 in Assen. In 1945 waren er aanvankelijk emigratieplannen, waarbij de namen van zaak en familie alvast werden 'veramerikaniseerd' van Van der Veen naar Vanderveen. Omdat er uitbreidingsmogelijkheden in Assen ontstonden, besloot de familie om hier te blijven. Er werden steeds meer panden aangekocht waardoor het warenhuis groeide. Tegenwoordig beslaan alle afdelingen tezamen 17.500 m² verkoopvloeroppervlak, hiermee is Warenhuis Vanderveen het op een na grootste warenhuis van Nederland, na de Bijenkorf in Amsterdam.

## Architectuur
De zijde aan het Koopmansplein werd ontworpen door Architectuurstudio Herman Hertzberger uit Amsterdam. De grote uitbreidingen van het warenhuis naar ontwerp van deze studio vonden plaats tussen 1996 en 2012. Voor delen van het gebouw die thans het warenhuis vormen aan de Kruisstraat, Marktstraat en Weiersloop, tekenden onder anderen de architecten Jan Koops (Assen) en Lex Haak (Delft).

### Buningzaal
Op de bovenste etage van het warenhuis bevindt zich een multifunctionele zaal, die plaats biedt aan circa tweehonderd mensen. De zaal doet dienst als evenementenruimte en vergaderzaal. Er vinden modeshows, demonstraties, optredens, lezingen en exposities plaats. De zaal is vernoemd naar de familie Buning, die van 1834 tot 1954 in het pand woonde en er een schildersbedrijf runde.

### Warenhuisgalerie
Op de woonetage bevindt zich galerie DSG. De programmering wordt verzorgd door het Drents Schildersgenootschap. Sinds de opening in 2003 hebben meer dan tweehonderd vormgevers, kunstenaars en kunstenaarscollectieven in deze galerie geëxposeerd.